# Oxycephalotettix tiputini
Oxycephalotettix tiputini är en insektsart som beskrevs av James Norman Zahniser 2005. Oxycephalotettix tiputini ingår i släktet Oxycephalotettix och familjen dvärgstritar. Inga underarter finns listade i Catalogue of Life.